# Loi inverse-gamma
 (janvier 2015).
Si vous disposez d'ouvrages ou d'articles de référence ou si vous connaissez des sites web de qualité traitant du thème abordé ici, merci de compléter l'article en donnant les références utiles à sa vérifiabilité et en les liant à la section « Notes et références ».
Dans la théorie des probabilités et en statistiques, la distribution inverse-gamma est une famille de lois de probabilité continues à deux paramètres sur la demi-droite des réels positifs. Il s'agit de l'inverse d'une variable aléatoire distribuée selon une distribution Gamma.

## Caractérisation

### Densité de probabilité
La densité de probabilité de la loi inverse-gamma est définie sur le support {\displaystyle x>0} par:
{\displaystyle f(x;\alpha ,\beta )={\frac {\beta ^{\alpha }}{\Gamma (\alpha )}}(1/x)^{\alpha +1}\exp \left(-\beta /x\right)}
où {\displaystyle \alpha } est un paramètre de forme et {\displaystyle \beta } un paramètre d'intensité, c'est-à-dire l'inverse d'un paramètre d'échelle.

### Fonction de répartition
La fonction de répartition est la fonction gamma régularisée :
{\displaystyle F(x;\alpha ,\beta )={\frac {\Gamma (\alpha ,\beta /x)}{\Gamma (\alpha )}}\!}
où le numérateur est la fonction gamma incomplète et le dénominateur est la fonction gamma.

## Distributions associées
- Si {\displaystyle X\sim {\mbox{Inv-Gamma}}(\alpha ,\beta )} et {\displaystyle \alpha ={\frac {\nu }{2}},\beta ={\frac {1}{2}}} alors {\displaystyle X\sim {\mbox{Inv-chi-square}}(\nu )\,} est une loi inverse-χ²;
- Si {\displaystyle X\sim {\mbox{Inv-Gamma}}(k,\theta )\,}, alors {\displaystyle 1/X\sim {\mbox{Gamma}}(k,1/\theta )\,} la loi Gamma de paramètre de forme {\displaystyle k} et de paramètre d'échelle {\displaystyle 1/\theta } (ou de manière équivalente, d'intensité {\displaystyle \theta });
- Une généralisation multivariée de la loi inverse-gamma est la loi de Wishart inverse.

## Obtention à partir de la loi Gamma
La densité de la loi Gamma est
{\displaystyle f(x)=x^{k-1}{\frac {\mathrm {e} ^{-x/\theta }}{\theta ^{k}\,\Gamma (k)}}}
et définissons la transformation {\displaystyle Y=g(X)={\frac {1}{X}}}. La densité de la transformée est alors
{\displaystyle f_{Y}(y)=f_{X}\left(g^{-1}(y)\right)\left|{\frac {\mathrm {d} }{\mathrm {d} y}}g^{-1}(y)\right|}
{\displaystyle ={\frac {1}{\theta ^{k}\Gamma (k)}}\left({\frac {1}{y}}\right)^{k-1}\exp \left({\frac {-1}{\theta y}}\right){\frac {1}{y^{2}}}}
{\displaystyle ={\frac {1}{\theta ^{k}\Gamma (k)}}\left({\frac {1}{y}}\right)^{k+1}\exp \left({\frac {-1}{\theta y}}\right)}
{\displaystyle ={\frac {1}{\theta ^{k}\Gamma (k)}}y^{-k-1}\exp \left({\frac {-1}{\theta y}}\right)}
Remplaçant {\displaystyle k} par {\displaystyle \alpha }, {\displaystyle \theta ^{-1}} par {\displaystyle \beta } et enfin {\displaystyle y} par {\displaystyle x} donne la densité donnée plus haut :
{\displaystyle f(x)={\frac {\beta ^{\alpha }}{\Gamma (\alpha )}}x^{-\alpha -1}\exp \left({\frac {-\beta }{x}}\right)}

## Apparitions
- La loi du temps de premier contact (en) dans un processus de Wiener est une distribution de Lévy, qui est une loi inverse-gamma de paramètre {\displaystyle \alpha =0,5}[1]